# Argenteria

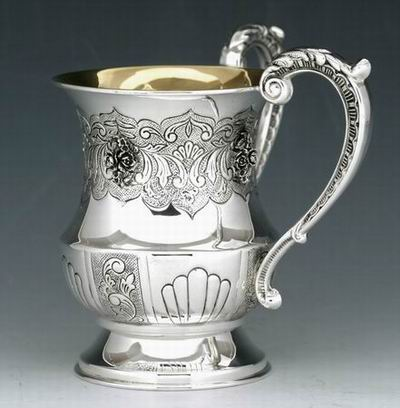
Gerra de plata

L'argenteria és l'art i l'ofici de treballar l'argent, l'or (orfebreria), el platí i d'altres metalls fins. També es coneix per argenteria l'obra de l'argenter, l'obrador i la botiga de l'argenter i la brodadura amb fils d'argent o d'or.
D'altra banda, la joieria també en forma part. L'argenteria es destina principalment a la decoració d'edificis, que poden ser religiosos o no, i a habitacions particulars.

## Història
En el cas de la plata, gràcies a la seva senzilla elaboració (martellejat), van començar a aparèixer objectes d'argenteria bastant aviat en les regions on es trobava en estat natural, freqüentment associada al coure. La plata es va utilitzar directament després del coure, que és el primer metall treballat per l'home en avançar pel camí de la civilització. Les restes d'època neolítica trobats a Troia i també en les àrees cretenques i micènica són testimoni de l'ús d'utensilis de plata. La producció s'orienta als vasos rituals i als atuells per a banquets, elaborats amb tècnica del reposat i amb incrustacions niellades. El fàcil deteriorament de la plata quan es troba en contacte amb agents químics presents en el terreny ha provocat la pèrdua de quasi tot el material arqueològic. La visió decorativa es recolza en línies corbes dinàmiques que donen el sentit del moviment: cercles, espirals i volutes. Progressivament aniran apareixent noves formes com nous elements geomètrics i vegetals i una rica sèrie d'elements humans, animals o fantàstics que es relacionen de seguida amb la naturalesa.

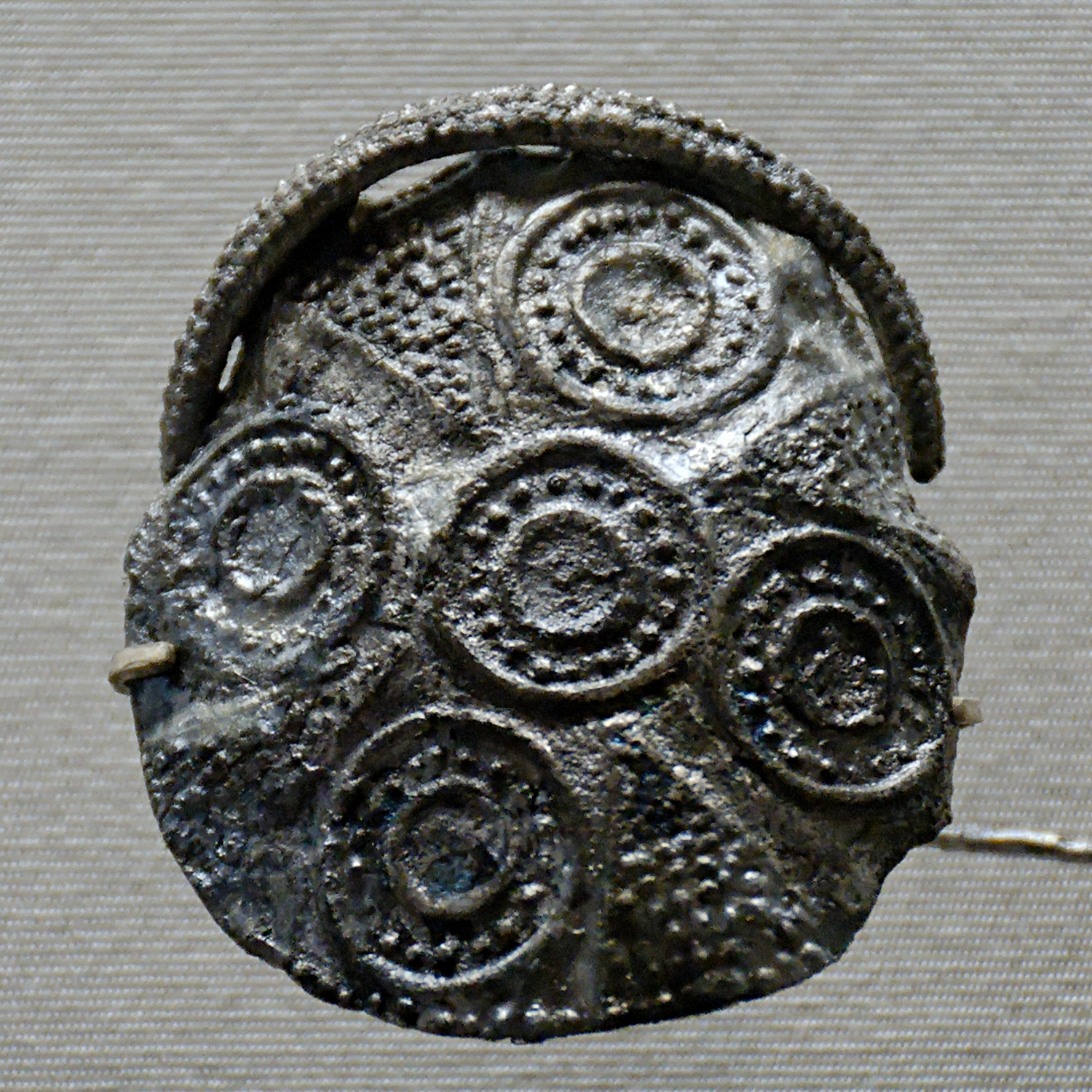
Decoració pel cabell, s. XI-VII aC

### Comerç i desenvolupament
En el comerç i el desenvolupament de l'argenteria el poble fenici va representar un paper important en la difusió de metalls preciosos i dels motius decoratius orientals i egipcis. Això va ser degut principalment al fet que la xarxa comercial dels fenicis, no interrompuda per la pirateria i afavorida per les àmplies colonitzacions, va estendre la seva cultura figurativa al llarg de les costes de l'Àfrica septentrional fins al Marroc i, més tard a Espanya, amb una sèrie de colònies i emporis comercials que van anar consolidant-se a poc a poc i assumint cada cop major autonomia respecte a Fenícia que va ser ocupada i va entrar en declivi en el segle VII aC. La importància i la potència econòmica de Cartago van ser determinants en el Mediterrani oriental. Els models fenicis-cartaginesos es van propagar per Malta, Sicília occidental, Ibisa, Sardenya, mentre que els colons grecs provinents de la península Calcídica es van assentar en la part oriental de Sicília, en les costes jòniques i en la Itàlia meridional. Per mitjà d'aquesta constant successió i creuament de contactes, es va anar teixint una complexa xarxa d'influxos recíprocs que van constituir un punt de referència per la nova potència econòmica de Etruria.

### Etruria
A Etruria es va consolidar una forta organització civil i política i van establir una sèrie de contacte comercials i culturals formant un pont entre Orient i Occident al llarg de les grans rutes de comerç. L'argenteria etrusca estava molt influenciada per la fenícia i posteriorment va anar canviant de tendència cap als corrents artístics grecs. Els objectes més difosos eren els recipients de diferents formes: les àmplies crateres, els gibrells de diferents mànecs, les copes, les tasses fondes i els phialai, peteres lleugerament còncaves. La decoració agafa tot l'arc de temes figuratius, és de notable impacte visual.

### Grècia
En el període clàssic del món grec, del segle vi al V aC, la plata tenia un ús limitat perquè les mines de Laurion s'havien esgotat i es restringia l'ús únicament a la moneda. Es destinava tota una sèrie d'orfebreria als tresors dels temples, però no s'ha conservat res. Es poden examinar exemples trobats en altres llocs d'influència grega per tal de tenir una idea de com era com a Escitia (a les costes del Mar Negre, al sud de Rússia), a Tràcia, a la Gàlia i al nord d'Europa. A partir de l'època d'Alexandre Magne, amb el flux de les cortes orientals, l'orfebreria greco-hel·lenística recupera la seva vitalitat, sobretot en l'argenteria per la taula de banquets.

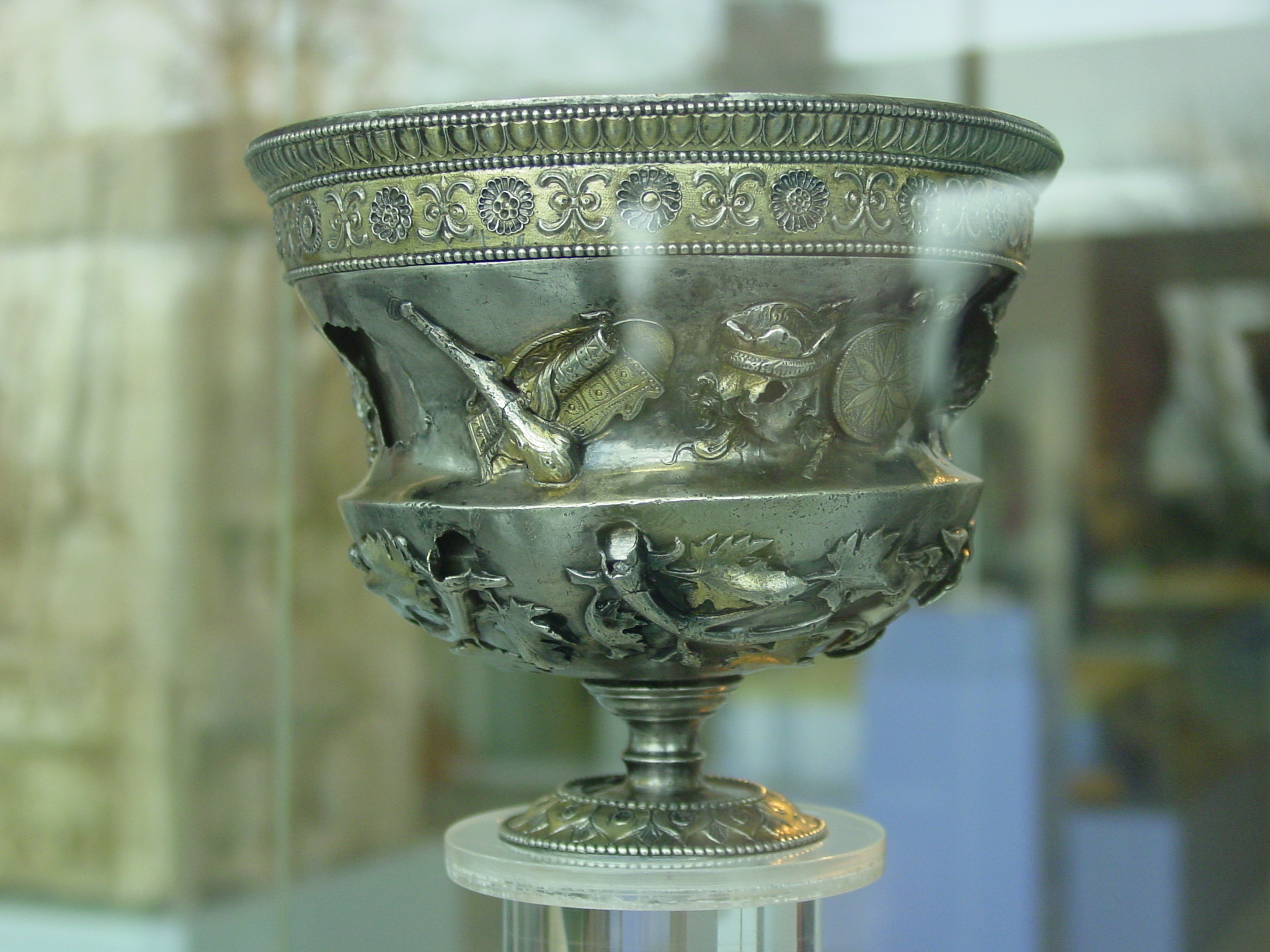
Copa de plata d'origen romà-grec

### Roma
L'ús de la plata es fa més freqüent en l'època romana i es dona més importància als utensilis per la taula on destaquen les col·leccions d'objectes de l'època d'August. Aquesta argenteria és completament recoberta i envolta per elements decoratius de gran intensitat plàstica. Els motius de la decoració, rigorosament realistes, estan agafats de l'ornamentació arquitectònica o bé de l'estatuària. Els objectes més estesos són les tasses amb els mànecs laterals en forma de nanses, gots lleugerament cònics, miralls, recipients per mescles i plats. Aquests utensilis reflecteixen sobretot l'orfebreria cerimonial i la plata per exhibir, per regalar a personatges importants o a temples de culte de renom.

### Argenteria en l'època medieval
Són quasi inexistents els exemples d'obres civils, tot i que sabem que existia l'ús de l'argenteria domèstica per les representacions de gerres per a l'aigua, plats ornamentals de tradició tardorromana, aiguamans, àmfores i gerros que trobem. No obstant, tot estava destinat molt més a l'ostentació de riquesa en els banquets que a una utilització funcional. En canvi els exemples d'orfebreria religiosa són molt abundants; calzes, creus, reliquiaris, plats almoiners, encensers, custòdies i altars complets. Des del punt de vista decoratiu es passa de la imitació dels models de l'antiguitat clàssica a la influència de l'ornamentació romana d'Orient i a trets del gòtic.

### Argenteria en l'època moderna
Els principis del segle xvii estan marcats, sobretot, pel moviment monetari que coincideix amb l'arribada de grans quantitats de metalls preciosos, especialment plata, d'Amèrica. La gran abundància de matèries primeres va donar un fort impuls a l'argenteria que tindrà cada cop una producció més àmplia. Fins a finals del segle passat, els objectes de plata, permetien pel seu propi pes ser considerats com el diner d'intercanvi i tenien un valor constant. Però ara amb la gran quantitat de plata que arriba d'Amèrica aquest intercanvi econòmic d'objectes deixa de ser viable. L'única manera de recuperar la disponibilitat del capital era fondre els objectes i transformar-los en monedes. L'argenteria perd el seu paper mític i n'agafa un de nou en la societat de l'època: el de garantir el refinament en la decoració de la casa i en el servei de taula. Els objectes de plata agafen gran importància en el cerimonial domèstic. El creixement de l'argenteria civil, paral·lel a altres de les arts aplicades, determina una profunda transformació de les formes, del repertori decoratiu i dels trets d'estil. Es fixen els reglaments de les corporacions dels orfebres i es controla el seu número. Els argenters agafen cada cop major prestigi.

## Estils

### Argenteria antiga
En l'argenteria europea es poden distingir diferents estils dels quals varien les característiques segons el gust propi del territori i de l'època.
L'argenteria d'estil grec i romà es caracteritza per la seva senzillesa de composició amb les línies pures i netes pròpies de l'art antic. La d'estil romà d'Orient té formes menys rigoroses, menys pures i menys clàssiques. Destaca per tenir més espontaneïtat i llibertat abandonant les formes, menys estudi i menys càlcul en la combinació de línies. D'altra banda busca la brillantor del material.

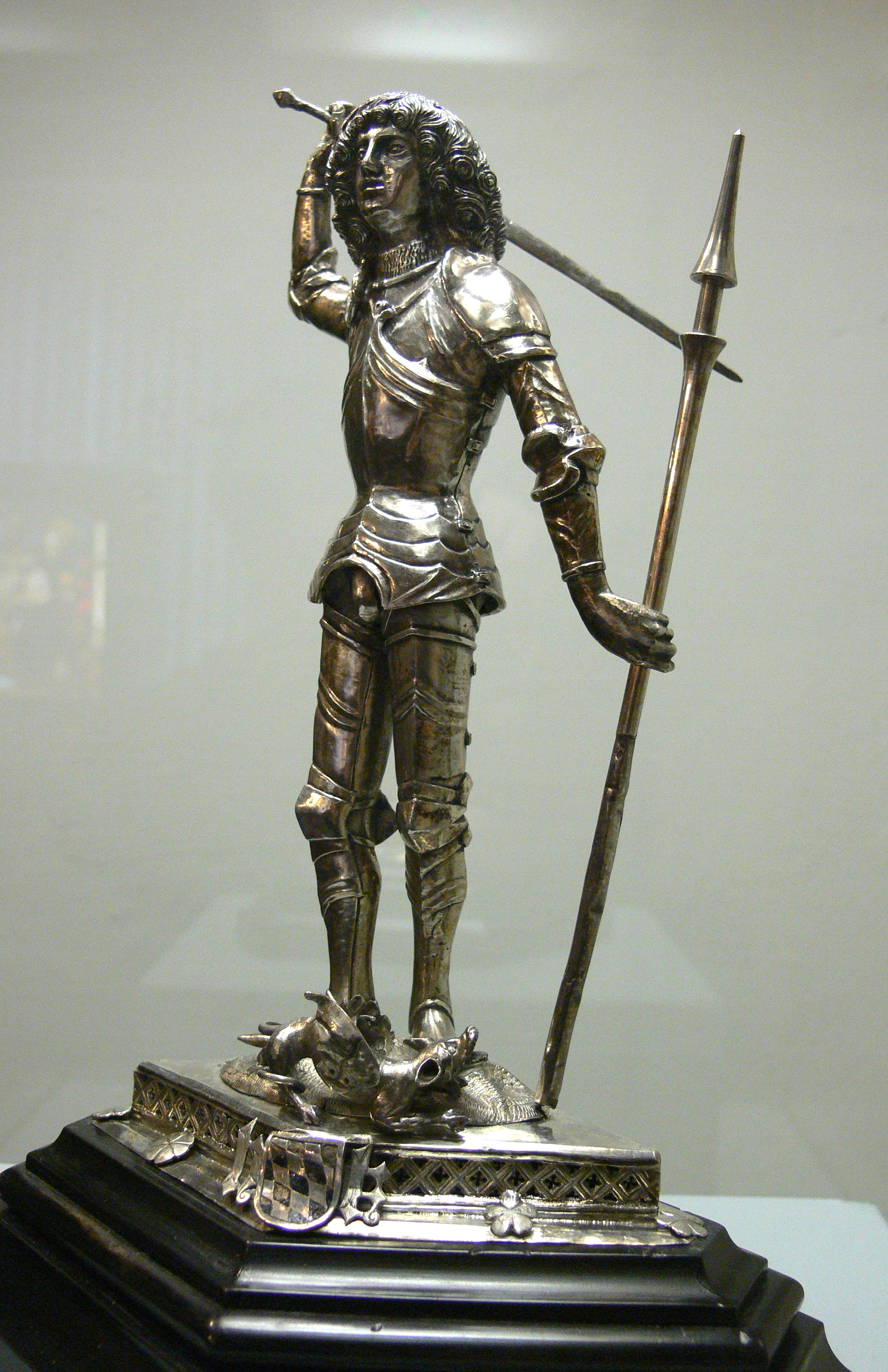
Estatueta del segle XV

### Argenteria medieval
En aquesta època l'argenteria es troba sobretot en la fabricació d'urnes funeràries, reliquiaris, tabernacles, crucifixos, retaules d'altar, etc. Les urnes, els tabernacles i, de vegades, els reliquiaris, reproduïen generalment les formes de les esglésies, seguint les evolucions que es donaven en l'arquitectura. Per això fins a mitjans del segle xii, i en algunes obres fins més tard, els arcs són de mig punt, les figures molt llargues, els plecs de les robes, verticals, durs, paral·lels i estrets, les barbes i els cabells delicadament indicats i els vestits adornats amb una profusió extraordinària de joies. Més tard, l'ogiva va reemplaçar l'arc de mig punt. Les figures es van escurçar, les formes tosques es van anar proporcionant més a la realitat de la figura humana, fins al punt que al segle xv trobem figures rabassudes.

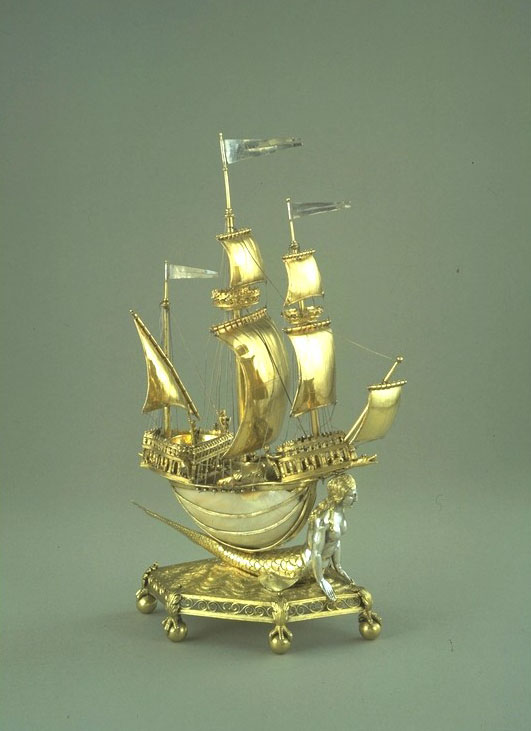
Naveta de plata

Les figures de l'argenteria d'estil gòtic del segle xiii tenen pocs plecs, però sempre afecten al moviment vertical. El treball d'aquestes figures és molt menys minuciós que el de les d'estil romà d'Orient.

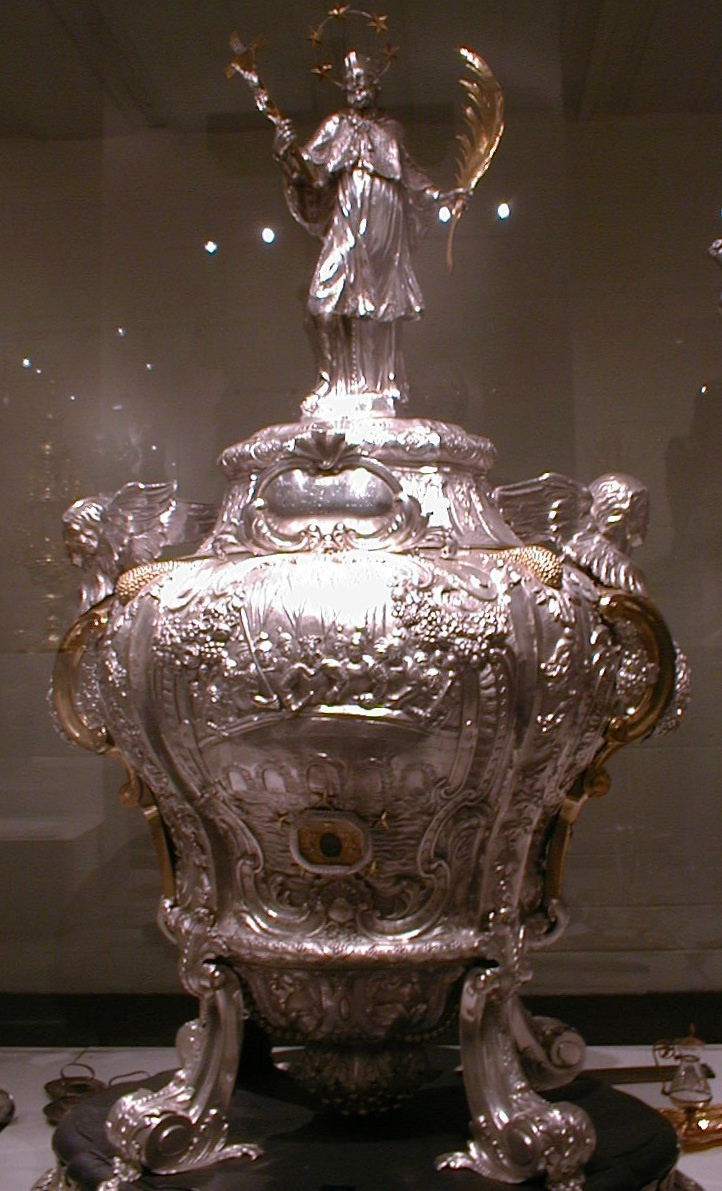
Reliquiari del

### Argenteria moderna
En l'època del renaixement trobem una nova tendència, fins aleshores l'argenteria havia estat sobretot religiosa, ara però els argenters opten per a fer a l'argenteria amb motius profans. Estudien i intenten reproduir les formes de l'estil antic, sense deixar de fer les decoracions de l'arc ogival dels segles xiv i xv, cosa que dona a les imitacions un reflex gòtic. Els rams de fulles, fruits i flors es repeteixen en els vasos, gerres, punys d'espasa i punyals. Els argenters són hàbils escultors; reprodueixen les formes de l'home amb tanta facilitat i puresa com les dels vegetals, són ells els inventors del gravat. Cal destacar el gran argenter florentí Benvenuto Cellini pels seus progressos en l'art de la fosa de bronze.
Des de principis del segle xvi, l'art de l'argenter es va descompondre en diferents camps. Per exemple el camp tecnològic, que es troba menys lligat a l'artístic. Els procediments de fabricació es perfeccionen i composició dels models són més sovint obra d'artistes estranys a la fabricació.
En el segle xviii l'argenteria s'adapta al gènere de la rocalla del qual se'n poden trobar exemple en l'argenteria del temps de Lluís XV. Aquest nou estil destaca per tenir unes formes anti-geomètriques amb les línies i les superfícies contornejades i ondulants fins a tal punt que són difícils de descriure.

## Tècniques
En l'actualitat, és freqüent trobar objectes realitzats en plata mitjançant tècniques i processos diversos com l'estampació, la fosa o el reposat en torns automatitzats. Les tècniques d'estampació utilitzades en argenteria requereixen complicats processos d'elaboració i constitueixen una branca especial de la indústria. Existeixen una sèrie de coneixement bàsics, però, aplicables d'una forma o altra a la majoria dels treballs artesanals que tinguin com a component principal la plata. Aquests processos han estat utilitzats des dels inicis més remots de l'orfebreria; per exemple, el conformat en fred mitjançant diversos martells i encluses d'argenter o el torn de reposat d'època medieval que encara avui en dia funciona amb l'ajuda d'un motor.
Algunes de les principals tècniques que s'utilitzen en l'argenteria són: burinar, cisellar, embotir, encunyar, entallar, esmaltar, filigranar, fondre, gravar, incrustar, martellejar i niellar.